# Sierra de Quesada

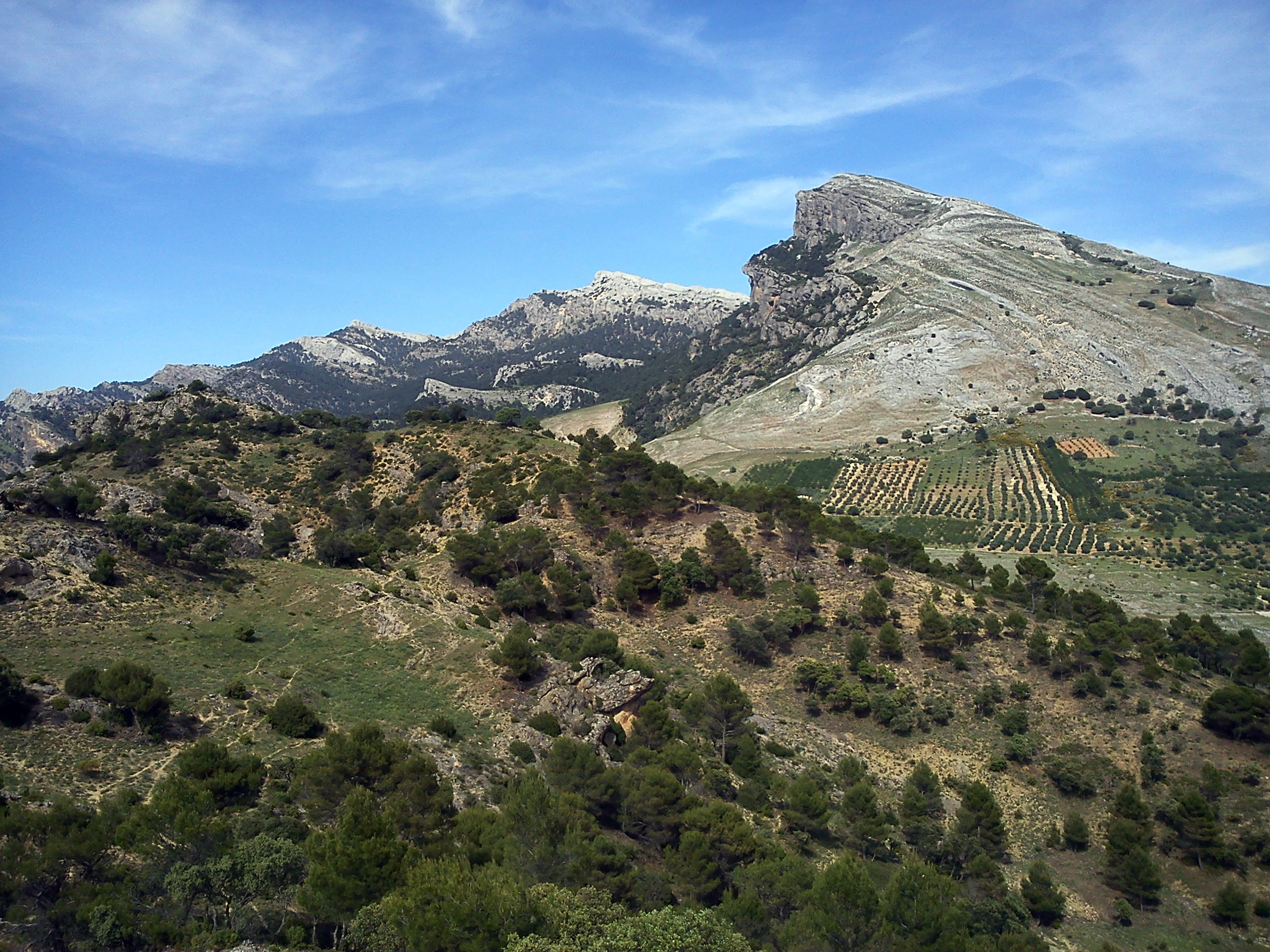
Vista de la Cuerda del Rayal

La sierra de Quesada es una zona montañosa constituida por el sector de la sierra de Cazorla (en el sentido amplio del término) que se incluye dentro del término municipal de Quesada. Su máxima elevación es el Cerro Cabañas, en el borde con la sierra del Pozo, con 2027 m de altura. Otras montañas destacadas son el Aguilón del Loco (1954 m), el Picón del Guante (1933 m) y el Rayal (1834 m), incluidas todas en la Loma del Rayal. Otra localidad importante de esta sierra es la Cañada de las Fuentes, donde tiene su nacimiento el río Guadalquivir.
Desde el punto de vista geológico, predominan en esta sierra las rocas calizas, aunque en la zona sur aparecen también depósitos margosos y yesíferos. Dado su carácter calizo, son frecuentes los fenómenos cársticos, con numerosas cuevas y torcales como el Torcal de Torcallano. 
La vegetación de esta sierra está constituida principalmente por pinares de pino carrasco (Pinus halepensis), encinares de Quercus ilex y matorrales de degradación en las zonas más bajas, y por pinares de pino salgareño (Pinus nigra) y matorrales de alta montaña en las zonas medias y altas. Desde el punto de vista florístico presenta algunas localidades de gran importancia por su abundancia de endemismos, destacando entre ellas el Cerro Cabañas y el Torcal de Torcallano.
- Datos: Q6127867
- Multimedia: Sierra de Quesada / Q6127867